# Hyazinth Thurn-Valsassina
Hyazinth Graf Thurn-Valsassina (* 22. April 1818 in Laibach, Krain; † 12. Dezember 1877 in Wien) war ein österreichischer Politiker und Gutsbesitzer. Er war Abgeordneter zum Abgeordnetenhaus des Österreichischen Reichsrats und Abgeordneter zum Krainer Landtag.

## Ausbildung und Beruf
Hyazinth Thurn-Valsassina war der Sohn des Gutsbesitzers Vinzenz Graf Thurn-Valsassina und dessen Gattin Augustine Freiin von Wolkensperg und entsprang der Radmannsdorfer Linie des Hochadelsgeschlechts Thurn und Valsassina. Er besuchte gemeinsam mit Constantin von Wurzbach die Schule und studierte im Anschluss Rechtswissenschaft, wobei er 1839 an der Universität Wien eingeschrieben war. Im Jahr 1859 wurde er nach dem Tod seines Vaters Mitbesitzer der Herrschaft Radmannsdorf in Krain. Neben Besitzungen in der Krain gehörte Thurn-Valsassina auch die Herrschaft Lech in der Steiermark und die Herrschaft Wallenburg. Zudem war Thurn-Valsassina Sekretär bei der Statthalterei zu Kaschau in Ungarn.
Thurn-Valsassina wurde 1867 als Vertreter des Großgrundbesitzes in den Krainer Landtag gewählt, dem er in der Folge bis zu seinem Tod 1877 angehörte. Er war zudem vom 27. Dezember 1871 bis zum 7. September 1873 Abgeordneter des Abgeordnetenhauses für die Wahlklasse des Großgrundbesitzes in der Krain und wurde nach dem Neuzusammentritt des Landtags am 4. November 1873 neuerlich zum Abgeordneten des Abgeordnetenhauses gewählt. Im Abgeordnetenhaus gehörte er ab dem 17. Jänner 1872 dem Klub der Verfassungspartei an, 1873 trat er dem Klub des Zentrums (verfassungstreuer Großgrundbesitz) bei. 
Hyazinth Thurn-Valsassina war ab 1862 mit Friederike, geborenen Freiin von Grimschitz verheiratet. Die Ehe blieb kinderlos. Nach dem Tod von Hyazinth Thurn-Valsassina rückte sein Bruder Gustav Graf Thurn-Valsassina auf sein Mandat im Abgeordnetenhaus nach.